# (21596) 1998 WG7
1998 دابليو جي 7 (ويعرف أيضًا باسم (21596) 1998 دابليو جي 7 وفق تسمية الكوكب الصغير) (بالإنجليزية: 1998 WG7)‏ هو كويكب ضمن حزام الكويكبات؛ وترتيبه 21596 من حيث الاكتشاف.
اكتُشف هذا الجُرم الفلكي بواسطة تاكيشي أوراتا ‏ في 23 نوفمبر 1998.

## وصلات خارجية
- (21596) 1998 WG7 في قاعدة بيانات مختبر الدفع النفاث لأجرام النظام الشمسي الصغيرة

- الاكتشاف · مخطط المدار ·  العناصر المدارية · المعلمات المادية

- (21596) 1998 WG7 على موقع ويكي سكاي: DSS2, SDSS, GALEX, IRAS, Hydrogen α, X-Ray, Astrophoto, Sky Map, Articles and images